# جمرات العرب

جمرات العرب هم عدة قبائل عربية قيل لها جمرات، لأنها تجمعت في أنفسها ولم يدخلوا معهم غيرهم.

## معنى الاسم
1-التجمير: التجميع، ومنه قيل: جمرة العقبة، لاجتماع الحصى فيها؛ ومنه قيل: لا تجمروا المسلمين فتفتنوهم وتفتنوا نساءهم، يعني لا تجمعوهم في المغازي.
2-وإنما قيل لها الجمرات لاجتماعهم، والجمرة:
الجماعة، والتجمير: التجميع.

## جمرات العرب
اختلفت الأقوال فيها لعدة أقوال وهي:-
قال أبي عبيدة: جمرات العرب في الجاهلية ثلاث بنو ضبة بن أد، وبنو نمير بن عامر، وبنو الحارث بن كعب، فطفئت منهم جمرتان وبقيت واحدة. طفئت ضبة؛ لأنها حالفت فصارت ربة من الرباب، وطفئت بنو الحارث بن كعب؛ لأنها حالفت فصارت إلى مذحج، وبقيت نمير لم تطفأ؛ لأنها لم تحالف.
وقال الجوهري: جمرات العرب ثلاث بنو ضبة بن أد، وبنو الحارث بن كعب، وبنو نمير بن عامر، فطفأت منهما جمرتان جمرة ضبة لأنها حالفت الرباب، وجمرة بني الحارث لأنها حالفت مذحج، وبقيت جمرة نمير لم تطفأ لأنها لم تحالف، ثم قال: ويقال الجمرات عبس، والحاري، وضبعة، وهم أخوة لأم، وذلك أن امرأة من اليمن رأت في المنام أنه خرج من فرجها ثلاث جمرات فتزوجها كعب بن عبد المدان رجل من اليمن فولدت له الحارث بن كعب بن عبد المدان وهم أشراف اليمن، ثم تزوجها بغيض بن ريث فولدت له عبسا وهم فرسان العرب، ثم تزوجها أد فولدت له ضبعة فجمرتان في مُضر وجمرة في اليمن.
وقال ابن عبد ربه الأندلسي: وجمرات العَرب أَربعة وهمْ: بنو نُمير بن عامر بن صَعْصعة وبنو الحارث بن كَعْب وبنو ضبَّة وبنو عَبْس بن بَغِيض وإنما قيل لها الجَمَرات لاجتماعهم والجَمْرة الجَماعة أسماء ولد نزار قال أبو عبد الله محمد بن عبد السلام الخُشَنى: لما احتضِر نِزار بن مَعدِّ ابن عَدْنان تَرك أربعةَ بنين: مُضَر ورَبيعة وأنمار وإياد وأَوْصىَ أن يُقَسَم ميراثَهم بينهم سَطِيحٌ الكاهِن.
وقال الصحاري: "وأما الحارث بن كعب بن عمرو بن علة بن خالد بن مذحج، وهو جمرة من جمرات العرب، وبيت بني الحارث بن كعب في بني عبد المدان، وهو أحد بيوتات العرب الثلاثة.
وغامد هي الجمرة البينة من جمرات العرب، الذين ذكرهم القسملي، وهم الذين لم يغشهم أحد من العرب في خيارهم."
وقال الجاحظ وجواد علي والثعالبي والزبيدي: جمرات العرب: ضبة بن أد، وعبس بن بغيض، والحارث بن كعب، ويربوع بن حنظلة.